# Gouvernement Chaudhry
Rabuka III Qarase I
Le gouvernement Chaudhry est le gouvernement qui dirige les Fidji du 21 mai 1999 au 27 mai 2000. Second gouvernement mené par le Parti travailliste, il subit le même sort que le premier en 1987 et est renversé par un coup d'État.

## Contexte et composition
À l'exception du bref gouvernement de coalition de centre-gauche mené par le travailliste Timoci Bavadra en 1987, le pays connaît depuis son indépendance en 1970 une succession de gouvernements conservateurs visant à préserver l'autorité politique de l'aristocratie autochtone coutumière. Le Parti travailliste, multi-ethnique, né en 1985 et issu du mouvement syndical, arrive très nettement en tête lors des élections législatives de mai 1999, remportant à lui seul une courte majorité absolue des sièges à la Chambre des représentants. Fidèle à un accord de coalition -la Coalition populaire- formé en amont du scrutin, Mahendra Chaudhry, le chef des travaillistes, intègre à son gouvernement le Parti de l'Association fidjienne, parti autochtone de centre-gauche, et le Parti de l'unité nationale, qui représente principalement les intérêts des autochtones de la province de Ba, perçue comme marginalisée. La Constitution adoptée en 1997 requiert du Premier ministre qu'il propose aux partis d'opposition de se joindre à son gouvernement, ce que Chaudhry fait donc. L'Alliance chrétienne-démocrate (chrétienne-sociale) accepte, tandis que le Soqosoqo ni Vakavulewa ni Taukei (droite autochtone) du Premier ministre sortant Sitiveni Rabuka choisit de rester dans l'opposition,,.
Mahendra Chaudhry est ainsi le premier Indo-Fidjien à devenir Premier ministre, le 19 mai. Conscient des inquiétudes et de l'hostilité d'une partie de la population autochtone, le 21 mai il nomme un Cabinet composé principalement de ministres autochtones (onze sur dix-sept),,,, :
| Nom | Nom                   | Nom | Fonctions                                                                                              | Parti                         | Remarques                                                                                               |
| --- | --------------------- | --- | --- | ----------------------------- | --- |
|     | Mahendra Chaudhry     |     | Premier ministre, Ministre des Finances, Ministre des Entreprises publiques et de l'industrie sucrière | Travailliste                  | Ministre des Finances dans le gouvernement de 1987. Chef du Syndicat national des agriculteurs.         |
|     | Adi Kuini Speed       |     | Vice-Première ministre, Ministre des Affaires autochtones                                              | Association fidjienne         | Cheffe autochtone coutumière de Navosa. Ancienne cheffe du Parti travailliste. Veuve de Timoci Bavadra. |
|     | Tupeni Baba           |     | Vice-Premier ministre, Ministre des Affaires étrangères                                                | Travailliste                  | Ministre de l'Éducation dans le gouvernement de 1987.                                                   |
|     | Anand Singh           |     | Procureur général et ministre de la Justice                                                            | Travailliste                  | |
|     | Jioji Uluinakauvadra  |     | Ministre de l'Intérieur                                                                                | Association fidjienne         | |
|     | Poseci Bune           |     | Ministre de l'Agriculture                                                                              | Alliance chrétienne-démocrate | |
|     | Ratu Mosese Volavola  |     | Ministre des Terres et des Ressources minières                                                         | Travailliste                  | Même poste dans le gouvernement de 1987.                                                                |
|     | Shiu Sharan Sharma    |     | Ministre des Travaux publics et de l'Énergie                                                           | Travailliste                  | |
|     | Pratap Chand          |     | Ministre de l'Éducation                                                                                | Travailliste                  | Ancien secrétaire général du Syndicat des enseignants.                                                  |
|     | Ratu Tevita Momoedonu |     | Ministre du Travail et des Relations sociales                                                          | Travailliste                  | |
|     | Anup Kumar            |     | Ministre du Commerce, du Développement des entreprises et des Investissements                          | Travailliste                  | |
|     | Ponipate Lesavua      |     | Ministre de l'Emploi, de la Jeunesse et des Sports                                                     | Unité nationale               | |
|     | Ganesh Chand          |     | Ministre de la Planification nationale, des Autorités locales, du Logement et de l'Environnement       | Travailliste                  | |
|     | Adi Koila Nailatikau  |     | Ministre du Tourisme                                                                                   | Alliance chrétienne-démocrate | Fille du président Ratu Sir Kamisese Mara.                                                              |
|     | Manoa Bale            |     | Ministre du Développement régional, Ministre des Affaires multi-ethniques                              | Travailliste                  | |
|     | Lavenia Padarath      |     | Ministre des Femmes, Ministre de la Culture, Ministre de la Sécurité sociale                           | Travailliste                  | |
|     | Meli Bogileka         |     | Ministre des Communications                                                                            | Unité nationale               | |

## Politiques menées
Le gouvernement mène une politique sociale d'aide au pouvoir d'achat : abolition de la taxe sur la valeur ajoutée sur des produits alimentaires de première nécessité, baisse du coût de l'eau du robinet, baisse du coup de l'électricité, accroissement des aides sociales aux plus pauvres et aux familles, aides à la création de microentreprises. Des prêts sont introduits pour aider les jeunes issus de famille pauvre à accéder à l'enseignement supérieur. Le gouvernement entame des négociations avec les acteurs sociaux en vue de légiférer pour la création d'un salaire minimum, mais ce processus est interrompu par le coup d'État.
Des hôpitaux publics sont agrandis et leurs équipements sont rénovés. Les infirmiers et les personnels paramédicaux obtiennent une augmentation de salaire.
Dans le même temps, en réduisant les dépenses de fonctionnement administratives et en annulant des achats de matériels administratifs prévus par le gouvernement précédent, le gouvernement Chaudhry parvient à résorber la dette publique et présenter un budget excédentaire.
Le gouvernement investit dans la rénovation et le développement du réseau routier, des canalisations d'eau et du réseau électrique. Il annule la privatisation de l'entreprise publique d'électricité, prévue par le gouvernement précédent. Il crée un droit à l'information et une commission de lutte contre la corruption. Pour les autochtones qui souhaitent se lancer dans l'agriculture commerciale traditionnellement pratiquée par les Indo-Fidjiens, le gouvernement apporte des aides financières et matérielles. Enfin, au lieu de ne se réunir qu'à Suva, le cabinet se réunit dans des communautés pauvres dans les provinces rurales de Nadroga-Navosa, de Serua et de Namosi, permettant à la population d'expliquer aux ministres leurs priorités et leurs difficultés.

## Coup d'État
Le 19 mai 2000 un homme d'affaires en faillite, George Speight, fait irruption avec un groupe d'hommes armées dans la Chambre des représentants. Il prend en otage les ministres et députés de la majorité. Les preneurs d'otage se réclament du nationalisme autochtone et exigent que le pouvoir politique soit réservé aux autochtones. Les quatre femmes parmi les otages sont relâchées le 24 juin, mais la plupart des autres otages, dont Mahendra Chaudhry, sont maintenus en captivité pendant cinquante-six jours, jusqu'au 13 juillet. En échange de leur libération, les auteurs du coup d'État obtiennent que le gouvernement Chaudhry ne soit pas restauré, et que le Grand Conseil des Chefs (autochtone) nomme un gouvernement par intérim. Le nationaliste autochtone Laisenia Qarase sera chargé de former un gouvernement, et remportera les élections législatives de 2001,,.